# Antonio Cañizares Llovera
Antonio Cañizares Llovera (ur. 15 października 1945 w Utiel) – hiszpański duchowny rzymskokatolicki, doktor nauk teologicznych, biskup diecezjalny Ávila w latach 1992–1996, arcybiskup metropolita Grenady w latach 1996–2002, administrator apostolski sede vacante diecezji Kartageny w 1998, arcybiskup metropolita Toledo i prymas Hiszpanii w latach 2002–2008, zastępca przewodniczącego Konferencji Episkopatu Hiszpanii w latach 2005–2008 (oraz 2017–2020), kardynał prezbiter od 2006, prefekt Kongregacji Kultu Bożego i Dyscypliny Sakramentów w latach 2008–2014, arcybiskup metropolita Walencji w latach 2014–2022, od 2022 arcybiskup senior archidiecezji Walencji.

## Życiorys
Studiował w seminarium w Walencji, święcenia kapłańskie otrzymał 21 czerwca 1970 z rąk arcybiskupa Walencji José María García Lahiguera. Na uniwersytecie w Salamance obronił doktorat z teologii. Pracował w archidiecezji Walencja, następnie w archidiecezji Madrytu. Wykładał teologię na uniwersytecie w Salamance i w seminarium w Madrycie, kierował Instytutem Badań Religijnych i Katechezy Św. Damazego w Madrycie. Wchodził w skład kilku komisji episkopatu Hiszpanii. Był w gronie założycieli Asociación Española de Catequistas oraz pierwszym przewodniczącym tej organizacji. Kierował pismem "Teología y Catequésis".
6 marca 1992 został mianowany biskupem diecezjalnym Ávila. Sakrę biskupią otrzymał w katedrze Chrystusa Zbawiciela w Ávila 25 kwietnia 1992 z rąk abpa Mario Tagliaferriego – nuncjusz apostolski w Hiszpanii, któremu towarzyszyli hiszpańscy kardynałowie – Ángel Suquía Goicoechea i Marcelo González Martín.
10 grudnia 1996 został przeniesiony na stolicę arcybiskupią Grenady, w tym samym roku powołano go w skład Kongregacji Nauki Wiary. Od stycznia do października 1998 pełnił funkcję administratora diecezji Kartagena. W 1999 stanął na czele Komisji Edukacji i Katechezy Konferencji Episkopatu Hiszpanii.
24 października 2002 przeszedł na stolicę arcybiskupią Toledo, który jest jednocześnie Prymasem Hiszpanii. Ingres natomiast odbył się 15 grudnia 2002.
W latach 2005–2008 był wiceprzewodniczącym Konferencji Episkopatu Hiszpanii. 14 marca 2017 ponownie wybrany wiceprzewodniczącym Konferencji Episkopatu Hiszpanii.
22 lutego 2006 papież Benedykt XVI ogłosił nominację kardynalską arcybiskupa Cañizaresa Llovery, miesiąc później na uroczystości konsystorza nadając mu tytuł prezbitera Bazyliki św. Pankracego za Murami.
9 grudnia 2008 ten sam papież powołał go na stanowisko prefekta Kongregacji Kultu Bożego i Dyscypliny Sakramentów. Jego następcą, jako arcybiskup Toledo został nominowany abp Braulio Rodríguez Plaza.
28 sierpnia 2014 papież Franciszek mianował go arcybiskupem metropolitą Walencji. Ingres miał miejsce 4 października 2014.
Brał udział w konklawe 2013, które wybrało papieża Franciszka.
Jest jednym z kardynałów otwarcie popierających i praktykujących celebrowanie Eucharystii także według nadzwyczajnej formy rytu rzymskiego (łac. Forma extraordinaria, pot. Msza trydencka).
10 października 2022 papież Franciszek przyjął jego rezygnację z obowiązków arcybiskupa metropolity Walencji.